# アーノルド・ルーゲ

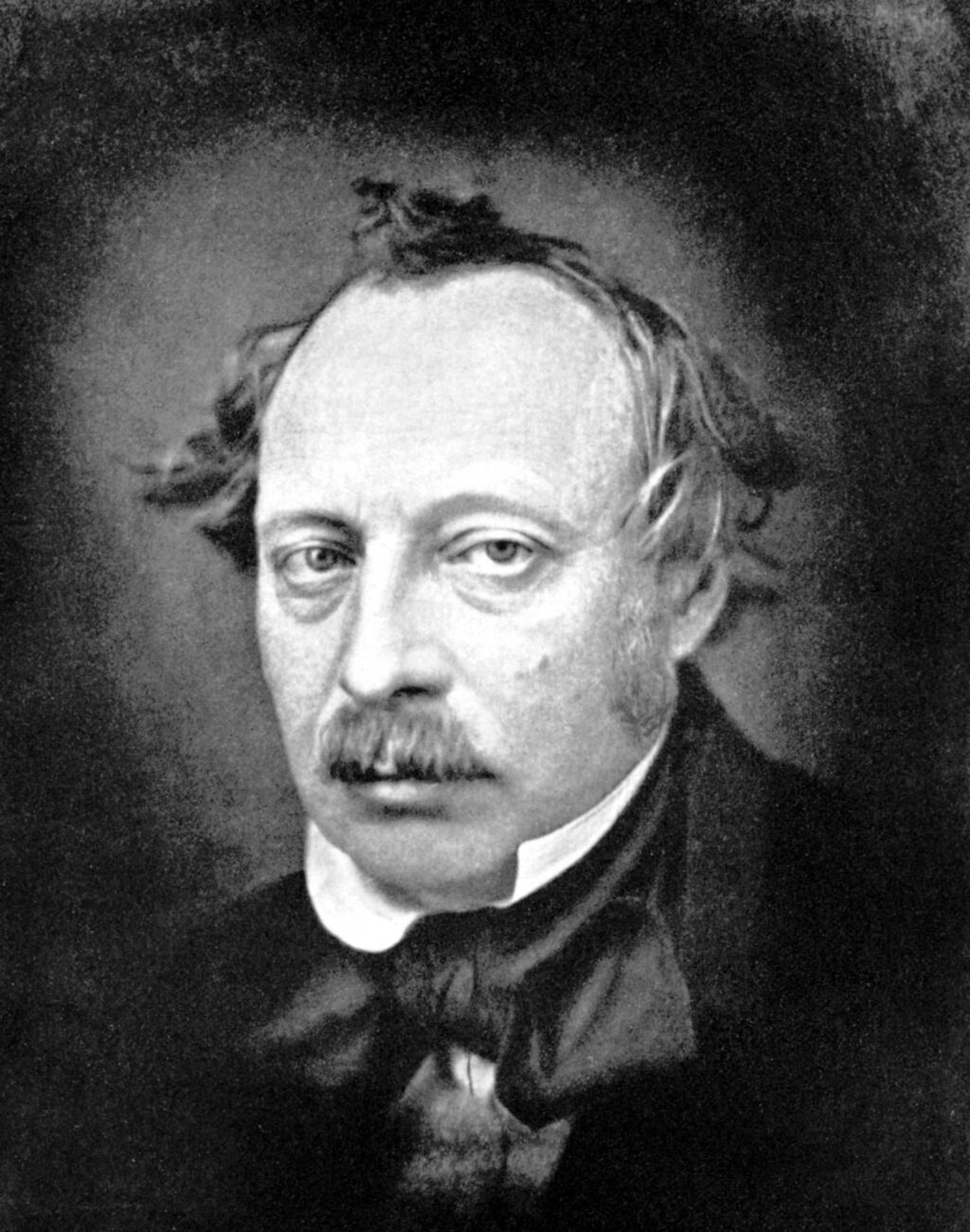
アーノルド・ルーゲ

アーノルド・ルーゲ（Arnold Ruge、1802年9月13日 - 1880年12月31日）は、ドイツの文筆家。

## 来歴

### 出生から青年時代まで
アーノルド・ルーゲは、1802年9月13日にリューゲン島のベルゲンで生まれる。
ルーゲは1821年に19歳でアビトゥーアを修了し、同年、ハレ大学で哲学を学び始める。翌年、同専攻でイエナ大学に移る。その後、ルーゲはハイデルベルク大学に移る。1824年春には「禁止された秘密結社のメンバー」として逮捕され、有罪判決が下される。
ルーゲは1821年にハレ大学のブルシェンシャフトのメンバーになる。1822年にはイエナ大学ブルシェンシャフトのメンバーに、そして1823年にはハイデルベルク大学ブルシェンシャフトのメンバーになった。ルーゲは学生の秘密結社で指導的役割を果たす。
ルーゲはケーペニックで一年間未決勾留された後、ヴロツワフ上級地方裁判所からコウォブジェクの要塞での15年間の禁固刑を言い渡される。ルーゲは、1830年の春に国王に恩赦されるまで監獄に入る。監獄の中で、彼はソポクレスの『コロノスのオイディプス』や、トゥキディデスの『戦史』からペリクレスの演説を翻訳する。
1830年に釈放された後、ルーゲはハレのギムナジウムに職を手に入れる。しかし、彼は自分の地位に不満を持つ。辞職後、彼はハレ大学に再入学し、『プラトン美学』で大学教授資格を得る。

### ヘーゲル学派
ルーゲの記事に感銘を受けたエヒターマイアーが、ルーゲに新たな雑誌を出す企画を持ちかけ、二人は1838年1月に『ドイツの学問と芸術のためのハレ年誌』（1838-1843）を発行し始める。
『ハレ年誌』はかなり早くから青年ヘーゲル学派の最重要機関紙になる。寄稿者には、ルートヴィヒ・フォイエルバッハ、フリードリヒ・シュトラウス、ヘルマン・フランク、グリム兄弟等がいる。
1841年夏、ルーゲは編集所をハレからドレスデンに移し、雑誌名を『学問と芸術のためのドイツ年誌』に変更する。
1844年にルーゲは、マルクスと『独仏年誌』を出版する。その後、二人は決別する。
1844年夏、シュレージエンで織工の蜂起が起きる。マルクスもハイネも、これを新時代の前兆であるとみなしたが、ルーゲはこれを単なる局所的な革命ととらえたため、マルクスから厳しく批判される。

### 1848年革命
1848年革命時にはフランクフルト国民議会議員に就き、極左派として民主主義及び自由主義を標榜する『レフォルム』（Die Reform）誌を刊行するも、プロイセン当局の干渉により再びパリに亡命。友人のアレクサンドル･ルドリュ=ロランを頼って独仏両国の共和主義者との関係強化に努めたが、1849年に2人ともロンドンへ逃避行する。

### ロンドン時代から晩年まで
ジュゼッペ・マッツィーニら急進的政治家と共に「ヨーロッパ民主主義委員会」（European Democratic Committee、ヨーロッパ民主中央協会とも）を立ち上げるも直後に離脱、1850年にはロンドンが肌に合わずブライトンに移り教師や作家としての生活を送る。
1866年に勃発した普墺戦争や1870年の普仏戦争では、何れもドイツを熱烈に支持。ビスマルク体制こそ真の民主主義国家と見做したためである。晩年は祖国に戻ることは無かったが、ドイツ政府より1000マルクの年金を受け取っていた。
78歳を過ぎたルーゲはブライトンに自分の墓場を見つけ、1880年12月31日にそこで死んだ。今日、ルーゲの遺品の大部分はアムステルダム国際社会史研究所により管理されている。

## 著作
- 『プラトンの美学』(1832)
- 『新・美学入門』(1836)
- 『アネクドータ――最新のドイツ哲学とジャーナル』(1843)　アーノルド・ルーゲ（編）：ブルーノ・バウアー&ルートヴィヒ・フォイエルバッハ&フリードリヒ・ケッペン&カール・ラウヴェルク&アーノルド・ルーゲほか（著）

- 『独仏年誌』（カール・マルクスとの共編著）(1844)
- 『ユニウスの手紙』
- 『詩と哲学』(1848)
- 『アカデミー』(1848)
- 『我々の時代の宗教』(1849)
- 『民主主義者』(1850)
- 『新世界』(1856)
- 『三民族と正当性』(1860)
- 『我々が必要とするもの――クーデターのプロイセンに対するメメントモリ』(1861)
- 『人民の年報 第一号』(1865)
- 『戦争と武装解除』(1867)
- 『宗教についての演説』(1869)